# Melanie Jaeger-Erben

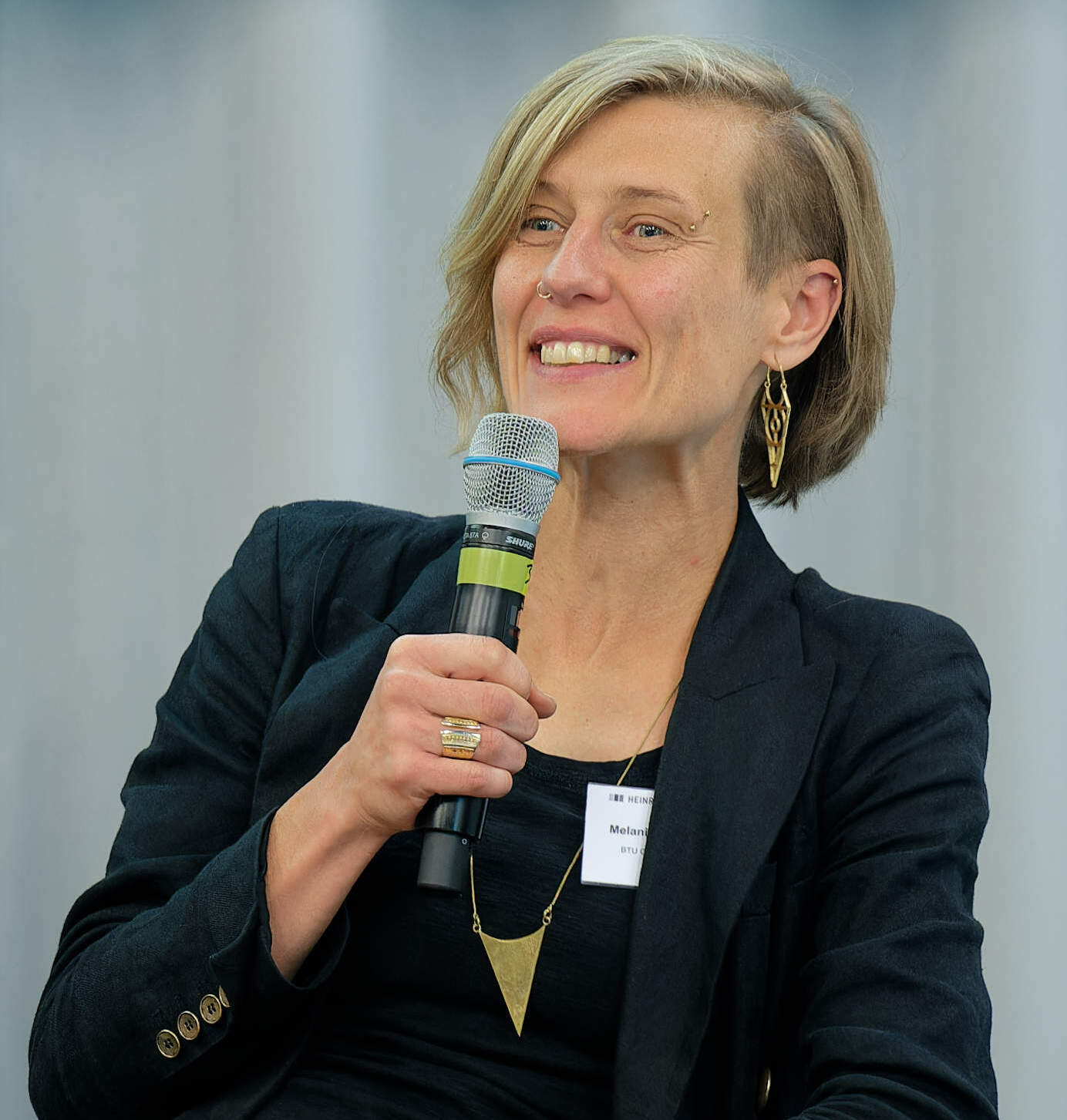
Melanie Jaeger-Erben, 2023

Melanie Jaeger-Erben (geboren 1977) ist eine deutsche Nachhaltigkeitsforscherin und Hochschullehrerin.

## Leben
Jaeger-Erben studierte zunächst Psychologie und Soziologie an den Universitäten Göttingen und Uppsala und erhielt 2004 das Diplom in Psychologie in Göttingen. Sie absolvierte zudem ein Aufbaustudium der qualitativen Sozial- und Bildungsforschung am Zentrum für Bildungs-, Beratungs- und Sozialforschung an der Universität Magdeburg und arbeitete von 2008 bis 2013 an der Technischen Universität Berlin als wissenschaftliche Mitarbeiterin und promovierte dort 2010 zum Thema „Zwischen Routine, Reflektion und Transformation – die Veränderung von alltäglichem Konsum durch Lebensereignisse und die Rolle von Nachhaltigkeit; eine empirische Untersuchung unter Berücksichtigung praxistheoretischer Konzepte“. Von 2013 bis 2016 arbeitete sie beim Wissenschaftlichen Beirat der Bundesregierung Globale Umweltveränderungen (WBGU) als externe Referentin. 2019 erhielt Jaeger-Erben den mit 25.000 Euro dotierten Forschungspreis „Transformative Wissenschaft“ des Wuppertal Instituts und der Zempelin-Stiftung im Stifterverband.
Sie war von Juni 2019 bis September 2021 Professorin für Transdisziplinäre Nachhaltigkeitsforschung in der Elektronik an der TU Berlin. Seit dem 1. Oktober 2021 ist sie Professorin für Technik- und Umweltsoziologie an der Brandenburgischen Technischen Universität Cottbus-Senftenberg. Seit 2022 hat sie eine Gastprofessur an der Aalborg Universitet in Dänemark inne. Sie leitete unter anderem die BMBF-Nachwuchsforschungsgruppe „Obsoleszenz als Herausforderung für Nachhaltigkeit – Ursachen und Alternativen“ sowie das Citizen-Science-Projekts REPARA/KUL/TUR. Seit Mai 2021 ist Jaeger-Erben Mitglied der Ressourcenkommision des Umweltbundesamts. Sie ist zudem Mitglied der Sachverständigenkommission für den vierten Gleichstellungsbericht der Bundesregierung.
Zu Jaeger-Erbens Arbeitsschwerpunkten zählen die Themenfelder Konsumforschung und Strategien zur Förderung nachhaltigen Konsums, soziale Innovation und sozialer Wandel sowie qualitative Forschungsmethoden. Sie beschäftigt sich insbesondere mit Strategien zur Förderung nachhaltigen Konsums in Alltag und Gesellschaft. In ihren Arbeiten zum Upcycling und zur Lebensdauer elektronischer Produkte setzt sie sich mit der Reparatur und dem Umfunktionieren als Alternativen zum Wegwerfen und Neukauf dieser Produkte auseinander. 2022 veröffentlichte sie mit dem Buch Wie Reparieren und Selbermachen die Beziehungen zu Welt verändern gemeinsam mit Sabine Hielscher ihre Forschungsarbeiten zur Reparatur- und Maker-Bewegung.
Seit 2024 schreibt sie als Kommentatorin für die Klima-Kolumne der Tageszeitung nd.

## Ausgewählte Veröffentlichungen
- Jaeger-Erben, M., Rückert-John, J., & Schäfer, M. (2015): Sustainable consumption through social innovation: a typology of innovations for sustainable consumption practices, in: Journal of Cleaner Production, 108, 784–798.
- Jaeger-Erben, M.; Rückert-John, J. und Schäfer, M. (Hrsg.; 2017): Soziale Innovationen nachhaltigen Konsums, Springer VS, Wiesbaden, ISBN 978-3-658-16545-1.
- Proske, M., & Jaeger-Erben, M. (2019): Decreasing obsolescence with modular smartphones?–An interdisciplinary perspective on lifecycles, in: Journal of Cleaner Production, 223, 57–66.
- Jaeger-Erben, M. und Hofmann, F. (2019). Kreislaufwirtschaft – Ein Ausweg aus der sozial-ökologischen Krise? Schriftenreihe Nachhaltigkeit. Hessische Landeszentrale für politische Bildung, Wiesbaden, ISBN 978-3-943192-48-3.
- Nissen, N.F. and Jaeger-Erben, M. (Hrsg.; 2020): PLATE Product Lifetimes And The Environment 2019. TU Berlin University Press, ISBN 978-3-7983-3124-2.
- Jaeger-Erben, M., Jensen, C., Hofmann, F., & Zwiers, J. (2021). There is no sustainable circular economy without a circular society. Resources, Conservation and Recycling, 168(5), 105476. https://doi.org/10.1016/j.resconrec.2021.105476
- Jaeger-Erben, M., Hielscher, S. (2022): Verhältnisse reparieren. Wie Reparieren und Selbermachen die Beziehungen zur Welt verändern. Transcript, Bielefeld, ISBN 978-3-8394-5698-9. Online verfügbar
- Jaeger-Erben, M., Wieser, H., Marwede, M., & Hofmann, F. (Eds.). (2023). Durable Economies: Organizing the Material Foundations of Society (Vol. 10). transcript Verlag. ISBN 978-3-8394-6396-3 Online verfügbar